# Meganthropus
 Meganthropus  ist eine ausgestorbene Gattung der Primaten aus der Familie der Menschenaffen (Hominidae), deren Fossilien auf Java (Indonesien) entdeckt wurden. Die Funde wurden ins frühe Pleistozän und ins Mittelpleistozän datiert. Die bislang einzige Art der Gattung, Meganthropus palaeojavanicus, wurde 1950 von Gustav Heinrich Ralph von Koenigswald formell beschrieben.

## Namensgebung
Meganthropus ist ein Kunstwort. Die Bezeichnung der Gattung ist von altgriechisch ἄνθρωπος anthropos, deutsch ‚Mensch‘ und μέγας megas (‚groß‘) abgeleitet. Das Epitheton der bislang einzigen wissenschaftlich beschriebenen Art, Meganthropus palaeojavanicus, spielt auf den Fundort (Java) und auf das hohe Alter der Funde an (παλαιός palaios, deutsch: paläo = ‚alt‘). Meganthropus palaeojavanicus bedeutet somit sinngemäß „alter großer Mensch aus Java“.
Bereits seit Anfang der 1940er-Jahre war die Bezeichnung „Meganthropus“ informell für ungewöhnlich große Fundstücke aus Asien verwendet worden, und auch in jüngerer Zeit wurden neue Funde gelegentlich mit Meganthropus in Verbindung gebracht. Das 1950 von Hans Weinert als Meganthropus africanus bezeichnete Fragment eines Oberkiefers aus Laetoli wird heute Australopithecus afarensis zugeschrieben.
1954 wurde – ohne Erfolg – vorgeschlagen, Meganthropus palaeojavanicus der in Afrika beschriebenen Gattung Paranthropus zuzuordnen und die Art daher in Paranthropus palaeojavanicus umzubenennen.

## Erstbeschreibung
Holotypus der Gattung und zugleich der Typusart Meganthropus palaeojavanicus ist der teilweise erhaltene Unterkiefer Sangiran 6a, der 1941 von Gustav Heinrich Ralph von Koenigswald am Fundort Sangiran geborgen wurde. Aufgrund der Größe der drei erhalten gebliebenen Zähne und des Kieferknochens schrieb von Koenigswald seinen Fund nicht den Java-Menschen (heute: Homo erectus) zu, sondern entschied sich für die Benennung einer eigenen Gattung und Art. In der Fachwelt blieb zunächst umstritten, ob Meganthropus (wie der Name nahelegt) in die Nähe der unmittelbaren Vorfahren des Menschen (Homo sapiens) einzuordnen sei oder – wie Gigantopithecus –  in den Verwandtschaftskreis der Orang-Utans. Nach zahlreichen weiteren Fossilfunden in Asien und Afrika, die trotz einer erheblichen morphologischen Vielfalt als Homo erectus bezeichnet wurden, nahm man an, auch der Unterkiefer Sangiran 6a befinde sich noch innerhalb der Variationsbreite von Homo erectus. Daher galt er seit Mitte der 1950er-Jahre – als Folge eines unterstellten Sexualdimorphismus – als Homo erectus zugehörig.
Das änderte sich erst ab 2009, nachdem Clément Zanolli am Muséum national d’histoire naturelle in Paris mit Hilfe von röntgen-mikro-computertomographischen Untersuchungen diverse Fossilien aus Sangiran erneut und nunmehr auch in ihrem Inneren analysiert hatte. Ihm war aufgefallen, dass die Merkmale des recht großen Unterkieferfragments Arjuna 9 erheblich von Homo erectus abwichen, aber Ähnlichkeiten mit den Fossilien Sangiran 5 (dem Holotypus von Pithecanthropus dubius) und Sangiran 6a aufwiesen und daher möglicherweise einer eigenen fossilen Menschenaffen-Art zuzuschreiben seien.

## Wiederbegründung der Gattung
In Zusammenarbeit unter anderem mit Ottmar Kullmer und Friedemann Schrenk vom Senckenberg Forschungsinstitut wurden daraufhin weitere Fossilien „durchleuchtet“, darunter die beiden in Frankfurt am Main verwahrten Funde aus der Sammlung G. H. R. von Koenigswald, Sangiran 5 und Sangiran 6a, sowie mehr als ein Dutzend einzelne fossile Backenzähne ungewisser Artzuordnung. Zusätzlich wurden die Abnutzung des Zahnschmelzes in die Betrachtung einbezogen – mit dem Ergebnis, dass die Zähne von Sangiran 5 und Sangiran 6a weder zu Homo erectus noch zu den Orang-Utans gehören: „Die neuen Daten zeigen nun, dass sich die Zähne in der Verteilung der Schmelzdicke, der Oberfläche und Position der Höcker des Dentins im Inneren der Zahnkronen sowohl von den Zähnen Homo erectus’, als auch von denen der Orang-Utans deutlich unterscheiden.“ Im April 2019 wurde daher der Status von Meganthropus revidiert und die Gattung erneut als eigenständig etabliert. Holotypus ist demnach erneut das Unterkiefer-Fragment Sangiran 6a, als Paratypen beigegeben wurden diesem Fragment das Fossil Sangiran 5 (mit der Folge, dass Pithecanthropus dubius nur ein Synonym für Meganthropus palaeojavanicus ist) sowie die Funde Trinil 11620, Trinil 11621, FS-77 und SMF-8864. Zugleich wurde eine enge verwandtschaftliche Nähe von Meganthropus und Lufengpithecus festgestellt.
Der 2019 publizierten Studie zufolge hat es in Südostasien folglich bis ins Pleistozän hinein neben Gigantopithecus und den direkten Vorfahren der Orang-Utans noch eine dritte, nicht-hominine Entwicklungslinie der Menschenaffen gelebt.

## Belege
1. ↑  Gustav Heinrich Ralph von Koenigswald: Fossil hominids of the Lower Pleistocene of Java: Trinil. In: Proceedings of the 18th International Geological Congress. International Geological Conference, 1950, S. 59–61.
2. ↑   Donald E. Tyler: „Meganthropus“ cranial fossils from Java. In: Human Evolution. Band 16, Nr. 2, 2001, S. 81–101, doi:10.1007/BF02438642, Volltext.
3. ↑  Hans Weinert: Über die neuen Vor- und Frühmenschenfunde aus Afrika, Java, China und Frankreich. In: Zeitschrift für Morphologie und Anthropologie. Band 42, Nr. 1, 1950, S. 113–148.
4. ↑  Stichwort: Meganthropus africanus Weinert, 1950. In: Bernard Wood (Hrsg.): Wiley-Blackwell Encyclopedia of Human Evolution. Wiley-Blackwell, 2011, ISBN 978-1-4051-5510-6.
5. ↑  John T. Robinson: The genera and species of the Australopithecinae. In: American Journal of Physical Anthropology. Band 12, Nr. 2, 1954, S. 181–200 (hier: 196), doi:10.1002/ajpa.1330120216.
6. ↑  Clément Zanolli et al.: Lower Pleistocene hominid paleobiodiversity in Southeast Asia: Evidence for a Javanese pongine taxon. In:  American Journal of Physical Anthropology. Band 153, S58, 2014, S. 281, Volltext.
7. ↑  Reassessing the Early to Middle Pleistocene hominid diversity in Java. Auf: nature.com vom 8. April 2019.
8. ↑  Mysteriöser Menschenaffe aus Java entlarvt. Auf: idw-online vom 8. April 2019.
9. ↑  Clément Zanolli, Ottmar Kullmer et al.: Evidence for increased hominid diversity in the Early to Middle Pleistocene of Indonesia. In: Nature Ecology & Evolution. Band 3, 2019, S. 755–764, doi:10.1038/s41559-019-0860-z.